# 김영완
김영완(1970년 5월 17일 ~ )은 대한민국의 래퍼이다. 1990년 박남정과 친구들의 멤버였으며, 1995년 콜라의 멤버, 안무댄스팀 프렌즈의 단장이었다. 2002년 코요태의 객원 랩퍼로 활동했었다.